# Luise Montag

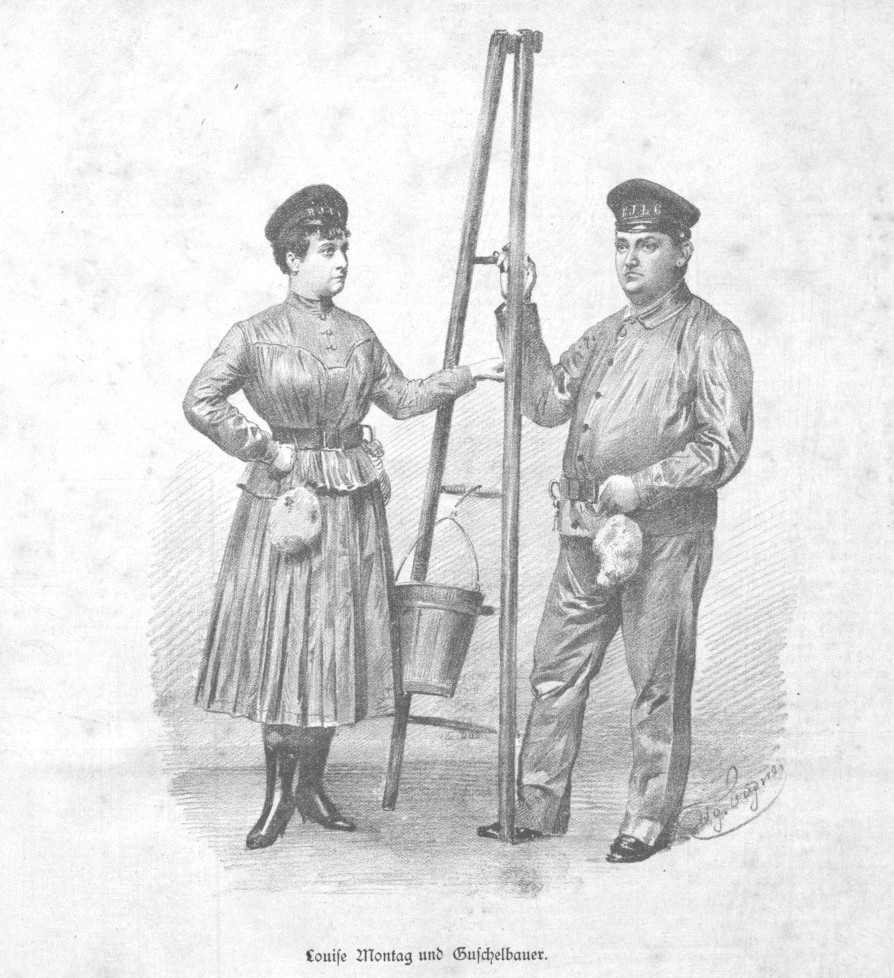
Luise Montag und Edmund Guschelbauer, 1885

Luise Montag, auch Louise Montag, eigentlich Aloisia Pintzker, verheiratete Aloisia Plechacek (* 13. April 1849 in Wien; † 19. März 1927 ebenda) war eine österreichische Volkssängerin in Wien.

## Leben und Wirken

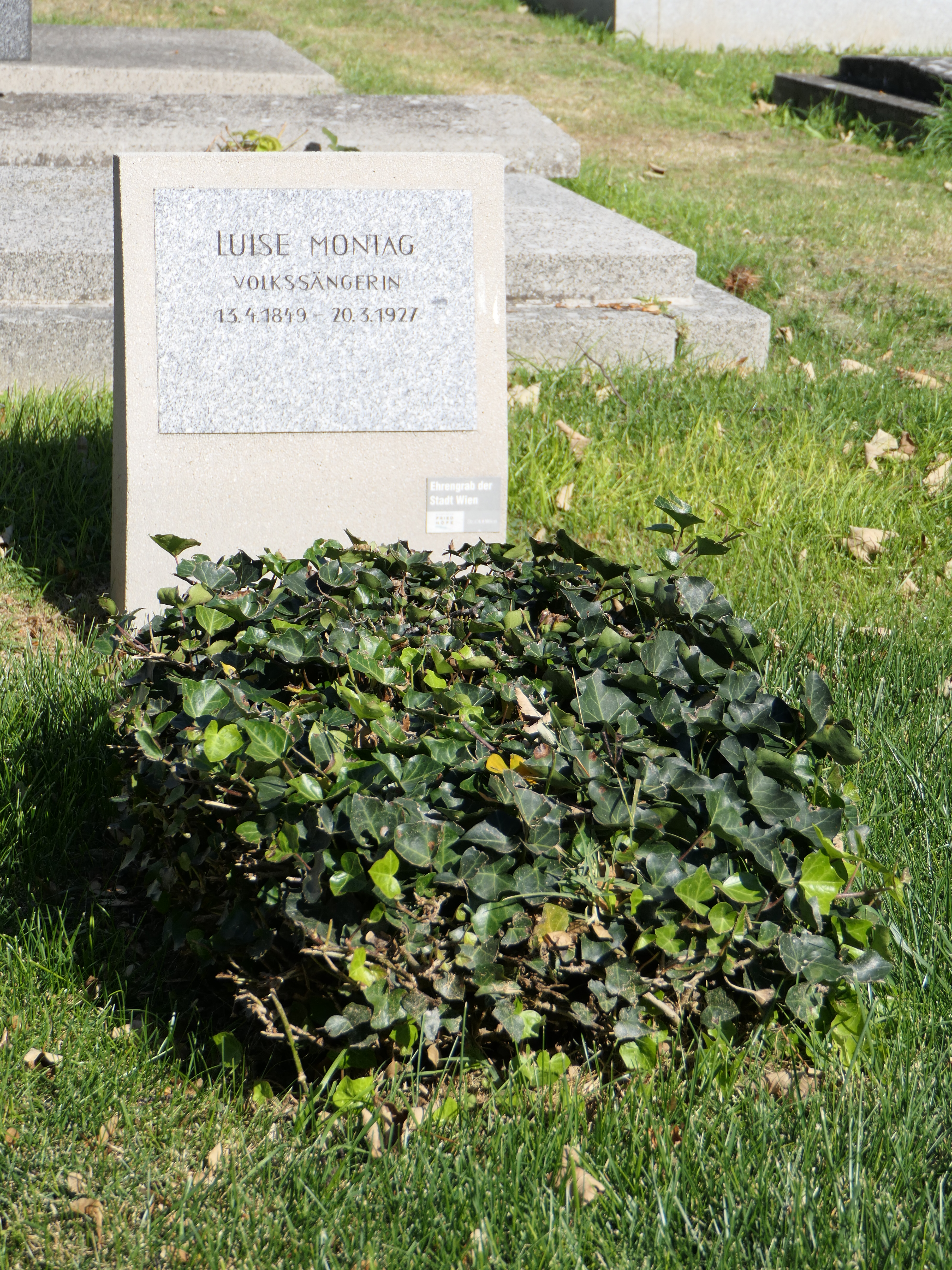
Grab von Luise Montag

Als Kind nahm Luise Montag Unterricht in Gesang und gehörte einem Kirchenchor an. 1866 erfolgte in Wien ihr erster öffentlicher Auftritt. Bald war sie als „Lercherl von Hernals“ oder als „Lercherl vom Michelbeuerngrund“ bekannt. Sie absolvierte erfolgreiche Tourneen als Mitglied von Volkssängergesellschaften, die sie nach Deutschland, Russland und die Schweiz führten. Ihr heller Sopran und ihre Meisterschaft im Jodeln machten sie beliebt. Legendär waren ihre Duette mit Edmund Guschelbauer.
Den Künstlernamen Montag nahm sie von Antonie Mansfeld an, mit der sie zeitweilig im Duette sang und deren Geburtsname Montag war.
1869 heiratete Luise Montag den Volkssänger Plechaczek, der als „Plecherl“ bekannt war, wurde von ihm aber nach kurzer Zeit wieder geschieden. Aus einer späteren Lebensgemeinschaft hatte sie zwei Kinder. Sie war lange aktiv und sang noch in ihrem 70. Lebensjahr.

## Ehrungen
Die Stadt Wien bewahrt das Andenken Luise Montags:
- Ehrenhalber gewidmetes Grab auf dem Wiener Zentralfriedhof
- Luise-Montag-Gasse in Simmering
- Luise-Montag-Park in Simmering